# Тернопільський повіт (Королівство Галичини та Володимирії)
Тернопільський повіт — адміністративна одиниця коронного краю Королівство Галичини та Володимирії у складі Австрійської імперії (1854—1867) та Австро-Угорщини (1867—1918).

## 1854–1867
1854 року була проведена адміністративна реформа, згідно з якою у складі Королівства Галичини та Володимирії були утворені повіти.
Статистика:
Площа — 7,9 географічних миль² (~435 км²)
Населення — 40826 (1866)
Кількість будинків — 5626 (1866)
Староста: Рудольф Канне (1866)
Населені пункти: Тернопіль, Байківці, Велика Березовиця, Біла, Буцнів із Калазантівкою, Великий Ходачків, Чернелів-Руський із Самборівкою, Човганщина, Чистилів, Денисів, Довжанка, Домаморич, Драганівка, Янівка, Кип'ячка, Купчинці з Мар'янівкою і Йозефівкою, Кутківці, Острів, Петриків, Почапинці, Пронятин, Русанівка, Смиківці, Ступки,  Товстолуг, Забойки, Загребелля, Застінка, Кисилівка

## 1867–1918
1867 року були скасовані округи, а повіти реорганізовані: частина зникла, а частина збільшилася за рахунок інших. Тернопільський повіт залишився і після реформи.
До його складу увійшла територія Тернопільського повіту разом із більшою частиною Микулинецького повіту (кілька сіл відійшли до Теребовлянського повіту), Ігровицьким повітом, двома селами Збаразького (Чернилів Мазовецький і Романівка) та одним селом Скалатського повіту (Підсмиківці)
Староста: Рудольф Канне (1867)